# 大连图书馆
大连图书馆，简称“大图”，是大连的一所大型综合性现代化公共图书馆。大连图书馆馆舍共分三部分：白云山主馆、鲁迅路分馆、普湾新馆。

## 历史

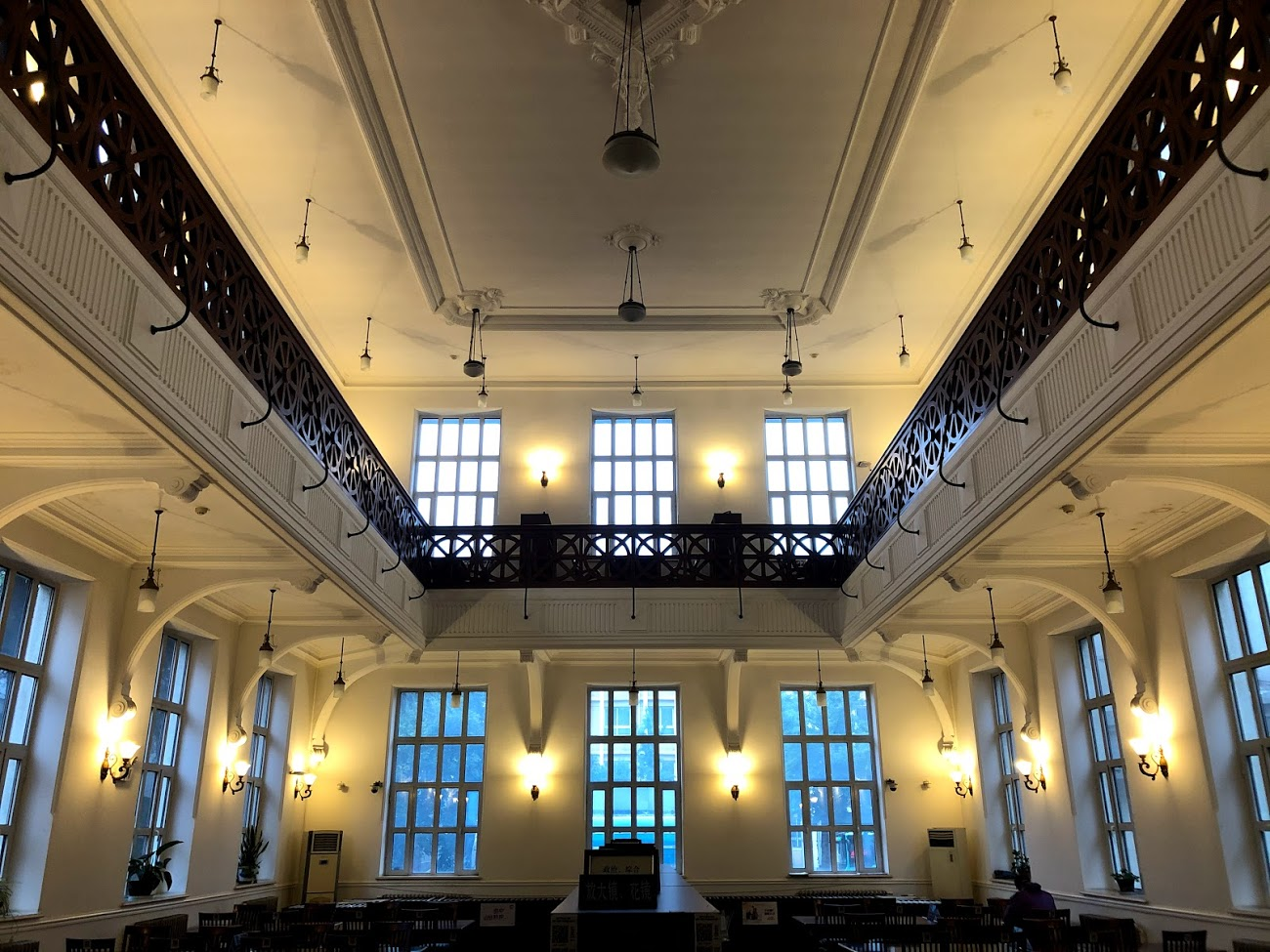
鲁迅路分馆内部

大连图书馆的前身——南满洲铁道株式会社大连图书馆——始建于1907年，是现在的鲁迅路分馆。后于1981年更名为“大连图书馆”。第一期于1914年竣工，第二期于1919年竣工。现今的白云山主馆则于1990年开始建设，1999年改扩建。2013年8月，普湾新馆开工。

## 藏书
大图现有451万册藏书，其中的55万册是古旧籍。

### 大谷文库
大图藏有诸多满铁（南满洲铁道株式会社）文献，其中较有代表性的是大谷文库。
大谷文库是以藏书家大谷光瑞捐赠文献为基础的满铁文献，内含中国古籍五千余册，西文图书三百余册。其以内容广泛、版本珍贵著称：诸如正史《资治通鉴》，野史《啸亭杂录》，佛教文献《永平寺箴规》；另有清代小说家天花藏主人现存的多数作品（如《平山冷燕》20回、《后水浒传》45回、《玉娇梨》4卷20回等）。

## 特色

### 白云书院
白云书院是白云山主馆内的社会教育机构，于1999年由时任馆长张本义创办。书院以振兴国学为目的。
书院中的“国学义塾”向市民宣扬传统文化。另有各类讲座举办，其中“白云论坛”常年举办文化系列讲座。